# Guillaume Vanden Eynde
Guillaume Lomme Ike Isaac Vanden Eynde, né le 12 octobre 1884 et mort le 19 octobre 1948, est un footballeur international belge.
Il a été défenseur avant la Première Guerre mondiale à l'Union Saint-Gilloise et remporté six Championnats de Belgique. Mais le 7 mai 1910, Lomme Vanden Eynde commet une faute grave lors d'un match du "Tournoi International de l'Exposition" de Bruxelles. Il provoque une double fracture de la jambe du joueur brugeois, Charles Cambier. Il est suspendu à vie alors qu'il n'a que 26 ans, par la fédération belge, l'URBSFA. Sa suspension est finalement levée en 1912. 
Il a joué 13 matches et marqué un but avec les Diables Rouges dont le premier match officiel de la Belgique le 1er mai 1904, à Bruxelles contre la France (3-3).

## Palmarès
- International belge A de 1904 à 1912 (13 sélections et 1 but marqué)
- Champion de Belgique en 1904, 1905, 1906, 1907, 1909 et 1910  avec l'Union Saint-Gilloise
- Vice-Champion de Belgique en 1903, 1908 et 1912 avec l'Union Saint-Gilloise